# Casa Brutau
La Casa Brutau, o Casa Jaume Brutau, és un edifici de Sabadell protegit com a bé cultural d'interès local. És la seu principal del Conservatori i Escola Municipal de Música local. Està situat al carrer de Sant Oleguer, 75 i és obra de Marià Votó, de l'any 1883, reformada per Gabriel Borrell, l'any 1889.

## L'edifici
La casa, que dona també al carrer de Bosch i Cardellach, és formada per planta baixa, dos pisos i golfes. La seva estructura respon al tipus emprat habitualment pels mestres d'obres. La façana principal presenta una distribució simètrica, marcant l'eix la porta d'entrada i la balconada central del pis. El treball de ferro forjat de les reixes segueix la sobrietat de l'edifici presentant una senzilla ornamentació geomètrica. Una petita cornisa tradueix a la façana l'alçada de les plantes. La teulada presenta un petit ràfec amb motllures, sota aquest hi ha unes obertures rectangulars que indiquen la zona de les golfes. Fou un habitatge unifamiliar propietat del fabricant sabadellenc Bonaventura Brutau. L'edifici passà a l'Ajuntament, que, després de condicionar-lo i restaurar-lo, hi allotjà l'Escola Municipal de Música l'any 1986.